# Râul Puțuri
Râul Puțuri este un curs de apă, afluent al râului Valea Manolache. 